# ماساكادز سينوما
ماساكادْزُ سينوما (باليابانية: 瀬沼 正和) (7 سبتمبر 1978 في طوكيو في اليابان – )؛ هو لاعب كرة قدم ياباني سابق كان يلعب كلاعب وسط.

## وصلات خارجية
- ماساكادز سينوما على موقع رابطة كرة القدم اليابانية للمحترفين (اليابانية)
- ماساكادز سينوما على موقع قاعدة بيانات كرة القدم.إي يو (الإنجليزية)
- ماساكادز سينوما على موقع عالم كرة القدم.نت (الإنجليزية)